# 1967-68 ABAシーズン
1967-68 ABAシーズン（英語: 1967–68 ABA season）は、アメリカ合衆国の男子プロバスケットボールリーグであった、アメリカン・バスケットボール・アソシエーション (ABA) の最初のシーズンである。ABAは全米プロバスケットボール協会に対抗するため創設され、NBAの24秒ショットクロックに対し、30秒のショットクロックおよびスリーポイントシュートを導入、赤、白、青のバスケットボールを使用した。リーグの初シーズンには11チームが参加し、各チームは78試合のスケジュールをこなした。
1967-68 ABAシーズン - 1968-69 ABAシーズン

## 歴史
アメリカン・バスケットボール・アソシエーション (ABA) は、1967年にカリフォルニア州ブエナパークの元市長デニス・マーフィーと、同州オレンジ郡の弁護士ゲイリー・デビッドソンによって設立された。ミネアポリス・レイカーズで活躍していた元全米プロバスケットボール協会のスター選手、ジョージ・マイカンが初代コミッショナーに就任した。ABAはリザーブ条項に関する法的問題を避け、選手の給料が手に入らなくなるほどの人材争奪戦の発生を望むため、新興リーグであるNBAからの選手略奪を避けるとした。それでも、ニューヨーク・タイムズ紙は、オスカー・ロバートソンとウィルト・チェンバレンに仮のオファーがあったことを報じ、彼らには5万ドル（フィラデルフィア・76ersでの年俸の半分）とニュージャージー・アメリカンズとしてプレーを始めるチームの20％の株を提供する契約を提示されていた。
1967年4月、1967-68シーズンは2ディビジョン・11チーム構成でプレーすると発表した。東部地区はインディアナポリス、ルイビル、ニューヨーク、ミネアポリス、ピッツバーグに本部を置く代表チーム、西部地区はアナハイム、ダラス、デンバー、ヒューストン、ニューオリンズ、オークランドに本部を置く代表チームで構成されることになった。各チームのオーナーは、年間50万ドルの予算で少なくとも3年間は運営できる資金を持ち、その間の財務的損失を吸収できることを確約したのだ。
1967年4月のリーグ発足時のドラフトで、インディアナ・ペイサーズはプロビデンス大学でカレッジオールアメリカンとして活躍し、1試合平均30.4得点でメジャー大学の中でトップだったジミー・ウォーカーを1位で指名した。ウォーカーは1967年のNBAドラフトでもデトロイト・ピストンズから1位指名を受け、NBAで生涯を終えることになる。その中でニューオーリンズ・バッカニアーズは、バスケットボール経験がない棒高跳選手のボブ・シーグレンを指名した。バッカニアーズはこれに対し、「彼は素晴らしいアスリートであり、プロバスケットボールができると思うから」と話す。このドラフトでは11チームから合計130人の選手が指名された。

## レギュラーシーズン
| チーム                         | 勝 | 敗 | 勝率 | 差 |
| ------------------------------ | -- | -- | ---- | -- |
| ピッツバーグ・パイパーズ C     | 54 | 24 | .692 | –  |
| ミネソタ・ムスキーズ           | 50 | 28 | .641 | 4  |
| インディアナ・ペイサーズ       | 38 | 40 | .487 | 16 |
| ケンタッキー・カーネルズ       | 36 | 42 | .462 | 18 |
| ニュージャージー・アメリカンズ | 36 | 42 | .462 | 18 |

| チーム                           | 勝 | 敗 | 勝率 | 差 |
| -------------------------------- | -- | -- | ---- | -- |
| ニューオーリンズ・バッカニアーズ | 48 | 30 | .615 | –  |
| ダラス・チャパラルズ             | 46 | 32 | .590 | 2  |
| デンバー・ロケッツ               | 45 | 33 | .577 | 3  |
| ヒューストン・マーベリックス     | 29 | 49 | .372 | 19 |
| アナハイム・アミーゴズ           | 25 | 53 | .321 | 23 |
| オークランド・オークス           | 22 | 56 | .282 | 26 |

C – ABAチャンピオン

## プレーオフ
レギュラーシーズンの各ディビジョンの第1シードは、イースタン・ディビジョンのピッツバーグ・パイパーズとウェスタン・ディビジョンのニューオーリンズ・バッカニアーズがそれぞれディビジョン優勝、ディビジョン・プレーオフラウンドを2勝して決勝に進出した。試合は第7戦までもつれ、パイパーズがバッカニアーズを122-113で破り、初のリーグ優勝を果たした。チャーリー・ウィリアムズがゲームハイの35得点を挙げ、地元パイパーズの11,475人のファンの前で披露した。

## 表彰

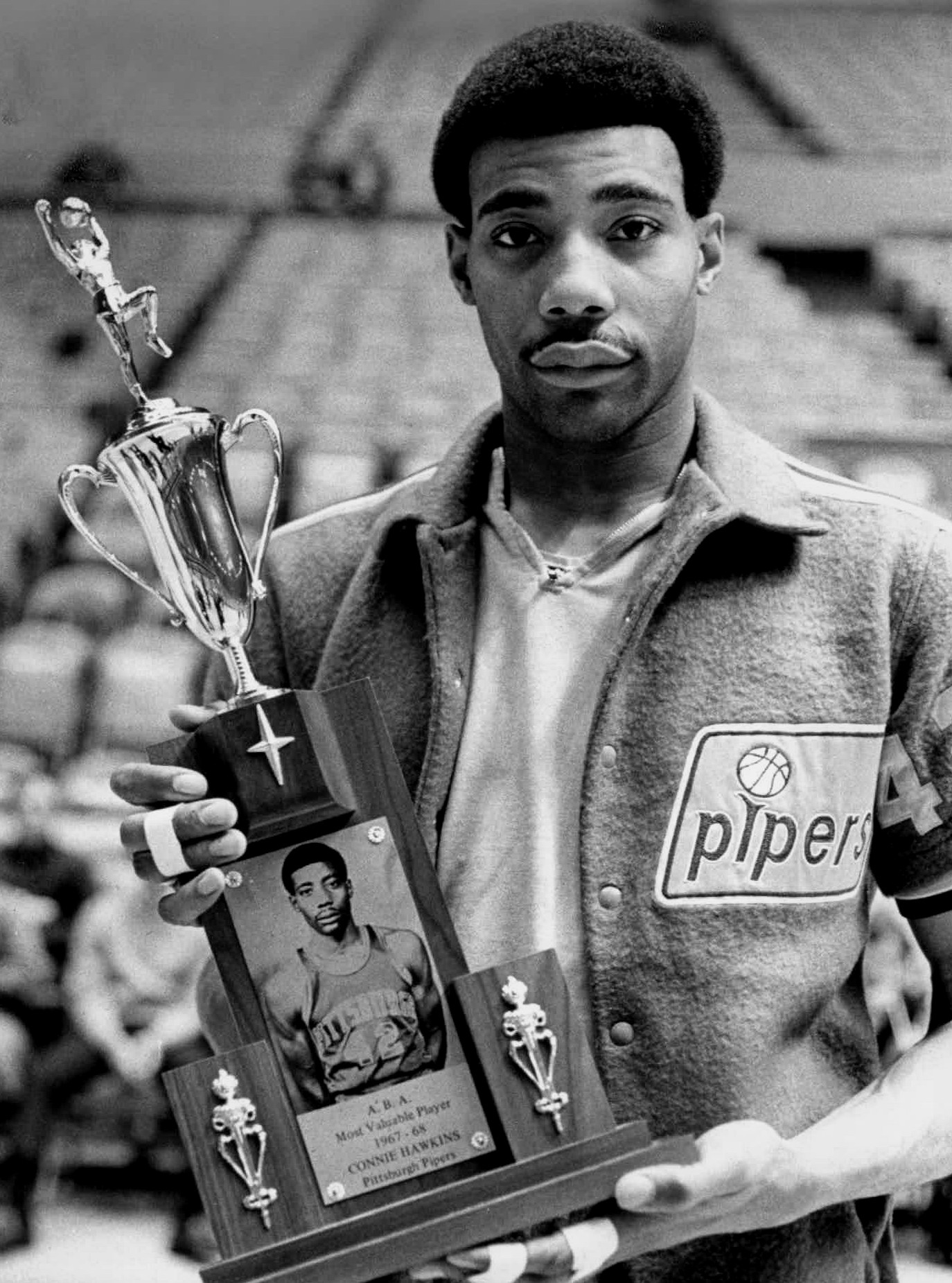
1967-68年度ABA最優秀選手賞を手にするコニー・ホーキンズ

- ABA最優秀選手賞: コニー・ホーキンズ, ピッツバーグ・パイパーズ
- 新人王: メル・ダニエルズ, ミネソタ・ムスキーズ
- 最優秀コーチ賞: ヴィンス・カザッタ（英語版）, ピッツバーグ・パイパーズ
- プレーオフMVP: コニー・ホーキンズ, ピッツバーグ・パイパーズ
- オールスターゲームMVP: ラリー・ブラウン, ニューオーリンズ・バッカニアーズ
- オールABAファーストチーム
  - コニー・ホーキンズ, ピッツバーグ・パイパーズ
  - ダグ・モー, ニューオーリンズ・バッカニアーズ
  - メル・ダニエルズ, ミネソタ・ムスキーズ
  - ラリー・ジョーンズ, デンバー・ロケッツ
  - チャーリー・ウィリアムズ, ピッツバーグ・パイパーズ
- オールABAセカンドチーム
  - ロジャー・ブラウン, インディアナ・ペイサーズ
  - シンシィ・パウエル, ダラス・チャパラルズ
  - ジョン・ビーズリー, ダラス・チャパラルズ
  - ラリー・ブラウン, ニューオーリンズ・バッカニアーズ
  - ルイー・ダンピアー, ケンタッキー・カーネルズ
- オールABAルーキーチーム
  - ルイー・ダンピアー, ケンタッキー・カーネルズ
  - メル・ダニエルズ, ミネソタ・ムスキーズ
  - ジミー・ジョーンズ, ニューオーリンズ・バッカニアーズ
  - ボブ・ネトリッキー, インディアナ・ペイサーズ
  - トルーパー・ワシントン, ピッツバーグ・パイパーズ